# Kedungwuni Timur
Kedungwuni Timur is een bestuurslaag in het regentschap Pekalongan van de provincie Midden-Java, Indonesië. Kedungwuni Timur telt 15.579 inwoners (volkstelling 2010).